# August Neilreich
August Neilreich (12 décembre 1803, Vienne - 1er juin 1871), est un avocat autrichien et un botaniste.

## Biographie
Il étudie le droit à l'Université de Vienne pour atteindre la position de  Oberlandesgericht Rath . À l'âge de 53 ans, il est contraint à la mise à la retraite anticipée de sa profession juridique, pour des raisons de santé.
Jeune, il est inspiré par le travail botanique de Ludwig Ritter von Köchel (1800-1877). Bien qu'il soit largement connu pour ses études sur la flore indigène de Vienne et de la Basse-Autriche, il a publié des travaux sur les plantes trouvées dans tout l'Empire autrichien.
Le genre végétal  Neilreichia  a été nommé en son honneur par Eduard Fenzl (1808 à 1879). Son nom est également associé à l'espèce 'Asperula neilreichii' (Est Alps-Meier).

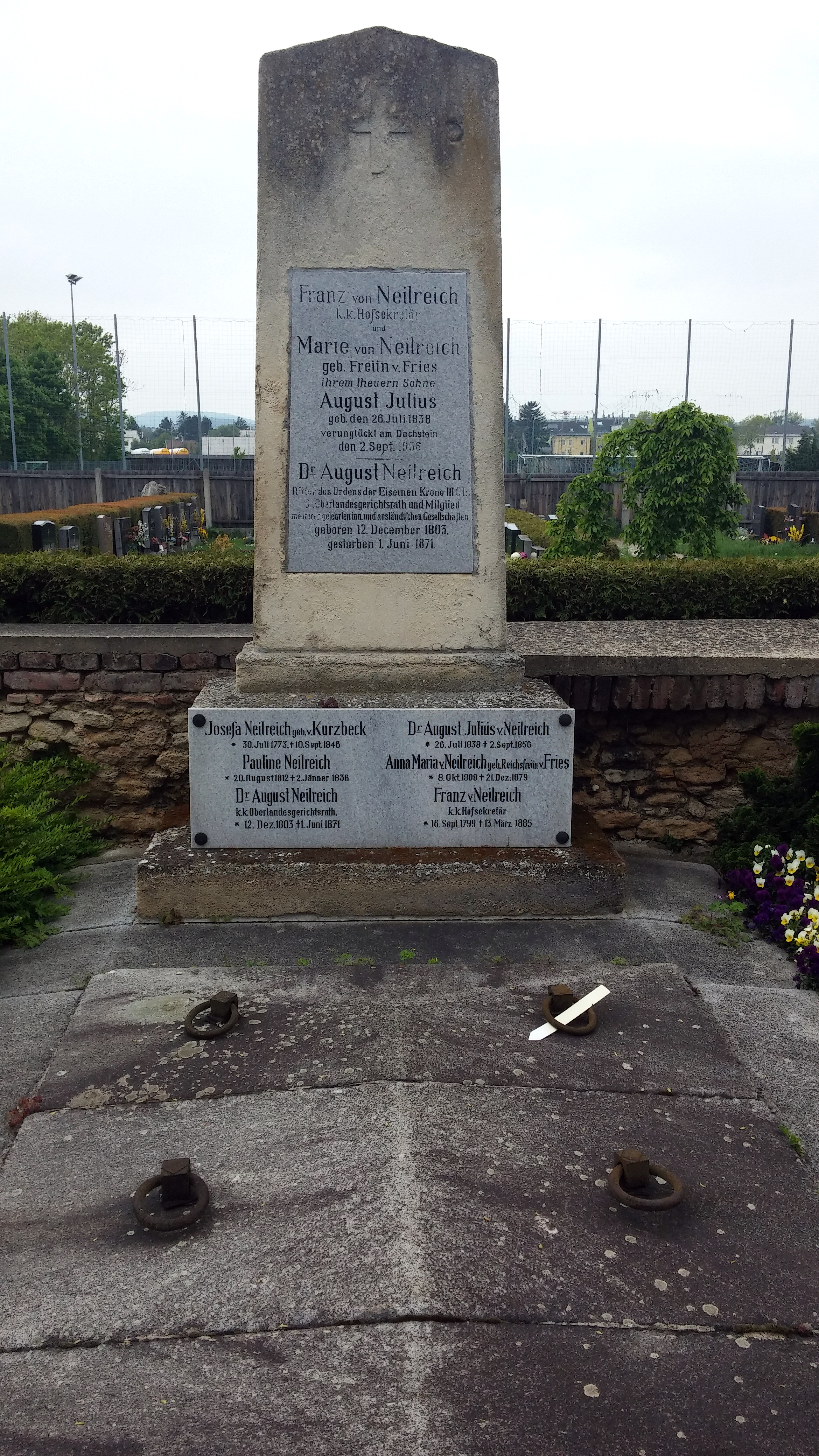
Tombeau familial à Liesing.

## Travaux
- Flora von Wien , etc. 1846 - Flore de Vienne.
- Flora von Nieder-Oesterreich  1859 - Flore de Basse-Autriche.
- Nachträge zur Flora von Nieder-Oesterreich  1866 - Supplément à la flore de Basse-Autriche.
- Aufzählung der in Ungarn und Slavonien bisher beobachteten Gefässpflanzen  1866 - Enumération des études précédentes plantes vasculaires de Hongrie et de Slavonie.
- Die vegetationsverhältnisse von Croatien  1868 - Végétation de Croatie[2].